# حرفه‌ای‌ها (فیلم ۱۹۶۶)
حرفه‌ای‌ها (انگلیسی: The Professionals) فیلمی در ژانر وسترن به کارگردانی ریچارد بروکس است که در سال ۱۹۶۶ منتشر شد. این فیلم نامزد سه جایزه اسکار شد و با استقبال منتقدان مواجه گشت.

## بازیگران
- برت لنکستر - بیل دالورث
- لی ماروین - هنری فاردن
- کلودیا کاردیناله - خانوم ماریا گرنت
- رابرت رایان - هانس اهرنگارد
- وودی استرود - جیک شارپ
- جک پالانس - خسوس رازا
- رالف بلامی - جو گرنت
- وان تیلور - بانکدار تحویل دهنده پول